# Horvatia
Horvatia là một chi thực vật có hoa trong họ, Orchidaceae.